# Sociedade Teatral Renascença

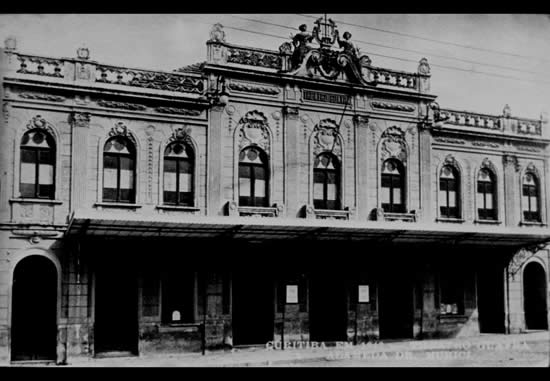
Este Teatro (Theatro Guayra) era, praticamente, a casa da Sociedade Teatral Renascença. Após a extinção da STR o prédio foi demolido em 1937.

Sociedade Teatral Renascença (STR) foi uma companhia de teatro fundada por Salvador de Ferrante na cidade de Curitiba, estado do Paraná.

## História
Considerada pioneira no teatro amador paranaense o grupo teatral STR foi fundado em 1920 como forma de desenvolver e capacitar o teatro entre os jovens curitibanos, além de apresentar peças com qualidade em uma Curitiba do início de século XX com enorme deficiência em relação às artes cênicas.
O principal palco das apresentações da STR foi no velho Theatro Guaya, quando este era localizado na Rua Dr. Muricy.
Nos quinze anos de existência da STR, ou seja, entre 1920 e 1935, ocorreram exatos 100 apresentações e entre estas apresentações foram encenadas óperas, operetas e peças teatrais de variados autores.
A STR deixou de existir a partir da morte de seu fundador, presidente e mantenedor, Salvador Ferdinando e Ferrante. Até o dia 23 de agosto de 1935 (data da morte de Ferrante) a STR tinha efetuado 98 apresentações e na semana seguinte ao sepultamento do seu presidente ocorreram mais duas apresentações: “Quando quer Fugir a Felicidade” de J. Cadilhe e “Pena de Morte”, ambas realizadas no palco da Sociedade Operária. Estas apresentações foram uma homenagem do grupo teatral a Salvador de Ferrante, além de cumprir o desejo de seu fundador para que a STR alcançasse a marca da 100° apresentação.
Logo após o "feito" e a falta de recursos financeiros a Sociedade Teatral Renascença deixou de existir e assim saiu de cena o primeiro grupo teatral da cidade de Curitiba.